# Pessach Grupper

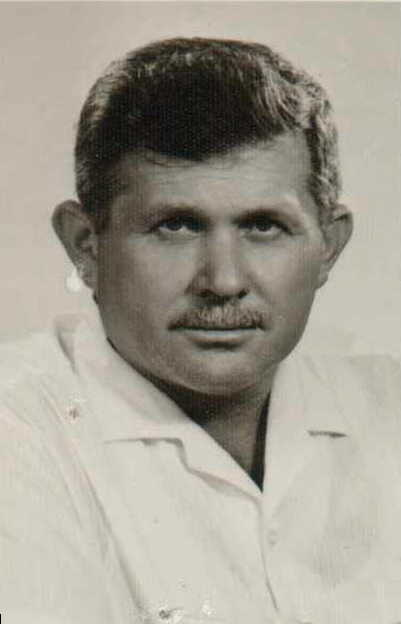
Pessah Grupper

Pessach Grupper (hebräisch פסח גרופר‎; * 21. August 1924 in Jaffa; † 29. April 2013 in Atlit) war ein israelischer Politiker.

## Leben
Pessach Grupper wurde 1924 in Jaffa geboren. 1936 zog er mit seiner Familie nach Atlit, wo er den Rest seines Lebens verbringen sollte. Er war von 1959 bis 1962 und erneut von 1969 bis 1971 Bürgermeister von Atlit.
Als Abgeordneter des Likud war er Landwirtschaftsminister vom 10. Oktober 1983 bis zum 13. September 1984. Im März 1990 verließen Grupper und vier andere Abgeordnete den Likud und gründeten die Partei Miflaga Libralit Chadascha, die aber bei den Wahlen 1992 an der Sperrklausel scheiterte.
Nach Abschluss seiner parlamentarischen Tätigkeit wurde Pessach Grupper zum Präsidenten des Bauernverbandes gewählt. Siebzehn Jahre lang – bis 2003 – war er auch Vorsitzender der israelischen Winzer-Vereinigung. Nach den Worten seines Parteifreundes Reuven Rivlin war Grupper einer der „besten Landwirtschaftsminister in der Geschichte des Landes Israel“.